# Angkung

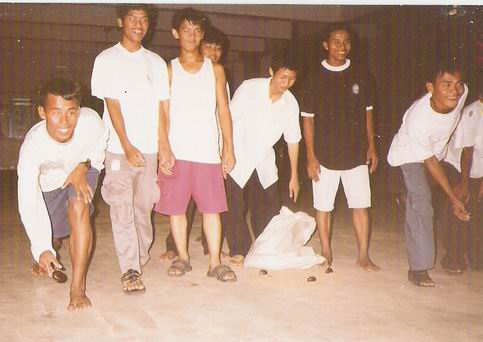
Kambodschanische Kinder beim Spiel

Angkung (Bas Angkunh) ist ein traditionelles Spiel, das seit Jahrhunderten in Südostasien verbreitet ist. Angkung ist auch unter den Namen „Angkunh“ bzw. „Bas Angkunh“, „Ong Coon“ oder „Ang Kunch“ bekannt. Übersetzt heißt das Spiel Braune Nüsse werfen und wird traditionell mit flachen, braunen, kniegroßen Nüssen gespielt, die von Bäumen gepflückt werden.

## Kultureller Hintergrund
Als kambodschanisches Neujahrsspiel wird es überall im Land auf Straßen und Plätzen gespielt. Dieses Spiel wird vor allem von Kindern, aber nicht nur, in den drei Feiertagen beim kambodschanischen Neujahrsfest im April gespielt. Der erste Tag heißt „Sangran“ und bedeutet „Bewegung“. Der zweite Tag wird „Vanabot“ genannt und bedeutet „Unterschlupf suchen“. Der dritte Tag der Feierlichkeiten heißt „Lerng Sak“ und bedeutet „kommendes Neues Jahr“.
Dieses Spiel reiht sich in eine Reihe traditioneller Spiele (sogenannte Khmer-Spiele) ein. Weitere Spiele heißen »Tres«, »Chol Chhoung«, »Chab Kon Kleng«, »Leak Kanseng«, »Bay Khom« und »Klah Klok«.
Kinder und häufig auch Erwachsene finden sich abends zu spontanen Angkung-Partien zusammen. Oft spielen nach Geschlechtern getrennte Teams gegeneinander. Die Mitspieler werden dabei schnell von einer größeren Zuschauermenge umringt, sich nach Spielende rasch wieder auflöst. Die Nüsse des Angkung-Baumes, der die Spielsteine liefert, können für wenig Geld bei Straßenhändlern gekauft werden. Anstatt Nüsse werden außerhalb Kambodschas auch Avokadokerne oder flache Steine verwendet.
Kambodscha ist nicht das einzige Land mit traditionellen Neujahrsspielen. In Korea ist das Yut ein sehr bekanntes Neujahrspiel und wahrscheinlicher Vorläufer des indischen Pachisis und somit auch des deutschen Mensch ärgere Dich nicht.

## Spielanleitung
Das Hauptziel ist, die Nüsse des anderen Teams zu treffen, um Punkte und somit das Spiel zu gewinnen.

### Aufstellung

Die typische Aufstellung für das Spiel

- Jedes Team ordnet seine Nüsse so, wie es unten angezeigt ist, an.
- Wenn eigene Nüsse von dem gegnerischen Team getroffen werden, werden sie auf ihre Anfangsposition zurückgelegt.
- Die Distanz zwischen den Teams hängt von deren Fertigkeit ab. Es ist möglich, die Nüsse zunächst näher beieinander aufzustellen und von Runde zu Runde die Entfernung und somit den Schwierigkeitsgrad zu vergrößern.

### Teams
- Die Zahl der Spieler hängt von der Anzahl der Nüsse ab.
- Jeder Spieler eines Teams hat seine eigene Wurf-Nuss (Ausleihen ist nicht erlaubt).
- Die Teams entscheiden über die Reihenfolge, in der ihre Spieler werfen.
- Die Spieler stehen hinter der Nuss-Linie, wenn sie an der Reihe sind ihre Nuss zu werfen.

### Vor Beginn des Spiels
- Die Teams stimmen ab, welche Punktezahl zum Sieg erreicht werden muss.
- Die Teams suchen die „Bestrafung“ für das Team, das die erste Runde verliert, aus. Zum Beispiel müssen die Verlierer die Gewinner auf dem Rücken umhertragen etc.
- Die Auserwählten der Teams spielen Schnick, Schnack, Schnuck gegeneinander. Das Team des Gewinners darf als erstes werfen und somit das Spiel und die erste Runde starten.

### Spiel
Das Spiel wird in Runden absolviert. Während einer Runde erhält jeder Spieler einen Versuch, die Nüsse des gegnerischen Teams zu treffen. Jede getroffene Nuss bedeutet ein Punkt für das Werfer-Team. Wenn bei einem Wurf mehrere Nüsse getroffen werden, bekommt das Werfer-Team für jede getroffene Nuss einen Punkt.
Die Anzahl der zu spielenden Runden hängt von den erreichten Punkten ab.
Zum Beispiel: Wenn die Teams abgestimmt haben, dass die Gruppe, die zuerst 20 Punkte erreicht hat, gewinnt und eine Gruppe bereits in der ersten Runde diese Punktezahl erspielt, ist das Spiel zu Ende. Natürlich kann man danach ein neues Spiel beginnen.
Das Spiel ist ebenso beendet, wenn ein Team all seine Nüsse verloren hat.
Die Verlierer werden von den Gewinnern „bestraft“, aber:
1. Die Verlierer bekommen ihre verlorenen Nüsse wieder;
2. sie dürfen die Bestrafung des Verliererteams der nächsten Runde entscheiden
3. und sie dürfen den ersten Wurf der nächsten Runde machen.

Die Punkte, die jedes Team während einer Runde erreicht, werden in die nächste Runde „mitgenommen“.
Das Spiel ist beendet, wenn ein Team die zuvor bestimmte Anzahl an Punkten erreicht hat die zum Sieg führen. Bei jugendlichen Teams ist es üblich, als Bestrafung mit den Nüssen an die Knie des Gegners zu klopfen.

#### Beispiel
Team X hat das Los gewonnen und beginnt das Spiel und die erste Runde mit dem Wurf einer Nuss. Wenn ein Spieler des Teams X eine Nuss des Teams Y getroffen hat, bekommt er seine Wurf-Nuss zurück, das Team X bekommt einen Punkt und der nächste Spieler des Teams X darf werfen.
Der erste Werfer des Teams X darf erst wieder werfen, wenn alle anderen Spieler aus seinem Team geworfen haben. Die Spieler des Teams X dürfen solange werfen, bis einer von ihnen wirft und nicht trifft. Wenn einer der Spieler des Teams X wirft und nicht trifft muss er diese Runde aussteigen (er verliert seine Nuss für diese eine Runde), Team Y ist mit dem Werfen an der Reihe.
Die Spieler des Teams Y werfen solange in der gewählten Reihenfolge, bis einer von ihnen nicht trifft und das Team X wieder an der Reihe ist (der Spieler, der in der Reihenfolge nach dem Spieler dran ist, der als letzter nicht getroffen und seine Nuss verloren hat, ist dran).
Das Spiel wird solange fortgesetzt, bis alle Spieler eines Teams nicht getroffen und somit ihre Nuss verloren haben. Wenn also alle Spieler des Teams X ihre Nüsse verloren haben, werden sie vom Team Y bestraft. Danach bekommen die Spieler des Teams X ihre Nüsse wieder und dürfen sich die Strafe für das Team, das die nächste Runde verliert, aussuchen. Sie dürfen ebenso den ersten Wurf der nächsten Runde machen.

### Andere Varianten
1. Abhängig von der Anzahl der Nüsse kann jedes Team auch zwei „Nuss-Haufen“ machen. Dabei liegen in der ersten Reihe je zwei Nüsse aufeinander. Wenn diese „Nuss-Haufen“ vom gegnerischen Team getroffen werden, bekommt das werfende Team zwei Punkte dafür. Um die Schwierigkeitsstufe zu erhöhen, können die „Nuss-Haufen“ auch hinter den drei einzelnen Nüssen aufgestellt werden.
2. Jedes Team stellt seine Nüsse, so wie unten angezeigt, auf. Die Teams entscheiden, ob beim Treffen der in der Mitte liegenden Nuss, das werfende Team extra Punkte bekommt oder ob das Werfer-Team die geworfene Nuss verliert und das andere Team mit dem Werfen an der Reihe ist.